# Ropp

Wappen derer von Ropp

Ropp bzw. von der Ropp ist der Name eines uradligen, niedersächsisch-baltischen Adelsgeschlechts, das auf die abendländische, 1199 päpstlich anerkannte Kreuzzugsbewegung in das heutige Baltikum zurückgeht. Es ist ursprünglich ein sehr altes stiftsfähiges, reichsritterschaftliches, bei dem deutschen und Johanniterorden als freiherrlich häufig aufgeschworenes und in Preußen 1786 in dieser Eigenschaft anerkanntes Geschlecht.
Die Familie ist eines Stammes und Wappens mit den von Buxhoeveden und wie diese eines der wenigen heute noch lebenden Kreuzfahrergeschlechter.

## Geschichte
Stammvater der noch heute lebenden Familienmitglieder ist, von ursprünglich niedersächsischem Uradel, Theodoricus de Raupena (de Ropa). Der Name von der Ropp (auch Raupena, Roop, Rope) rührt von dessen an dem Flüsschen Roop (lettisch Straupe) gelegenen ersten Lehnssitz in Livland her. Spätere Güter von Angehörigen der Familie finden sich vor allem in Kurland und, eine Seltenheit unter den Deutschbalten, im Gebiet der heutigen Republik Litauen. 1203 erstmals urkundlich erwähnt, tritt Theodoricus de Raupena 1221 unter diesem Namen in Riga auf. Er war der älteste Bruder von Bischof Albert (de Beckeshovede, von Buxhoeveden), dem Gründer der Stadt Riga (1201) und Erbauer des Domes zu Riga (1211). Sein Vetter Johannes ist der Stammvater der heute lebenden Barone von Buxhoeveden.
Das Geschlecht derer von der Ropp zählt – gleich den Geschlechtern der Fircks, Koskull u. a. m. – zu jenen, die ihren Ursprung in Deutschland nahmen, ohne dass sie dort weiterverfolgt werden können. Das liegt an der frühen Einwanderung des ersten der Sippe, die, wie nachfolgend dargestellt, eingangs des 13. Jahrhunderts erfolgt ist, also zu einer Zeit, als sich feste Geschlechtsnamen erst zu bilden begannen. So hat jener frühere Ostfahrer, der seiner Sippe den dauernden Namen gab, diesen nicht aus der Urheimat mitgebracht, sondern ihn sich in Entlehnung aus seinem neuerworbenen baltischen Besitz gewonnen. Die nachfolgend dargelegten Umstände, aus denen dies gefolgert werden kann – sie sind auch allgemeingeschichtlich besonders bemerkenswert –, erbringen einen vollgültigen Beweis dafür.

### Albert von Buxthoeven

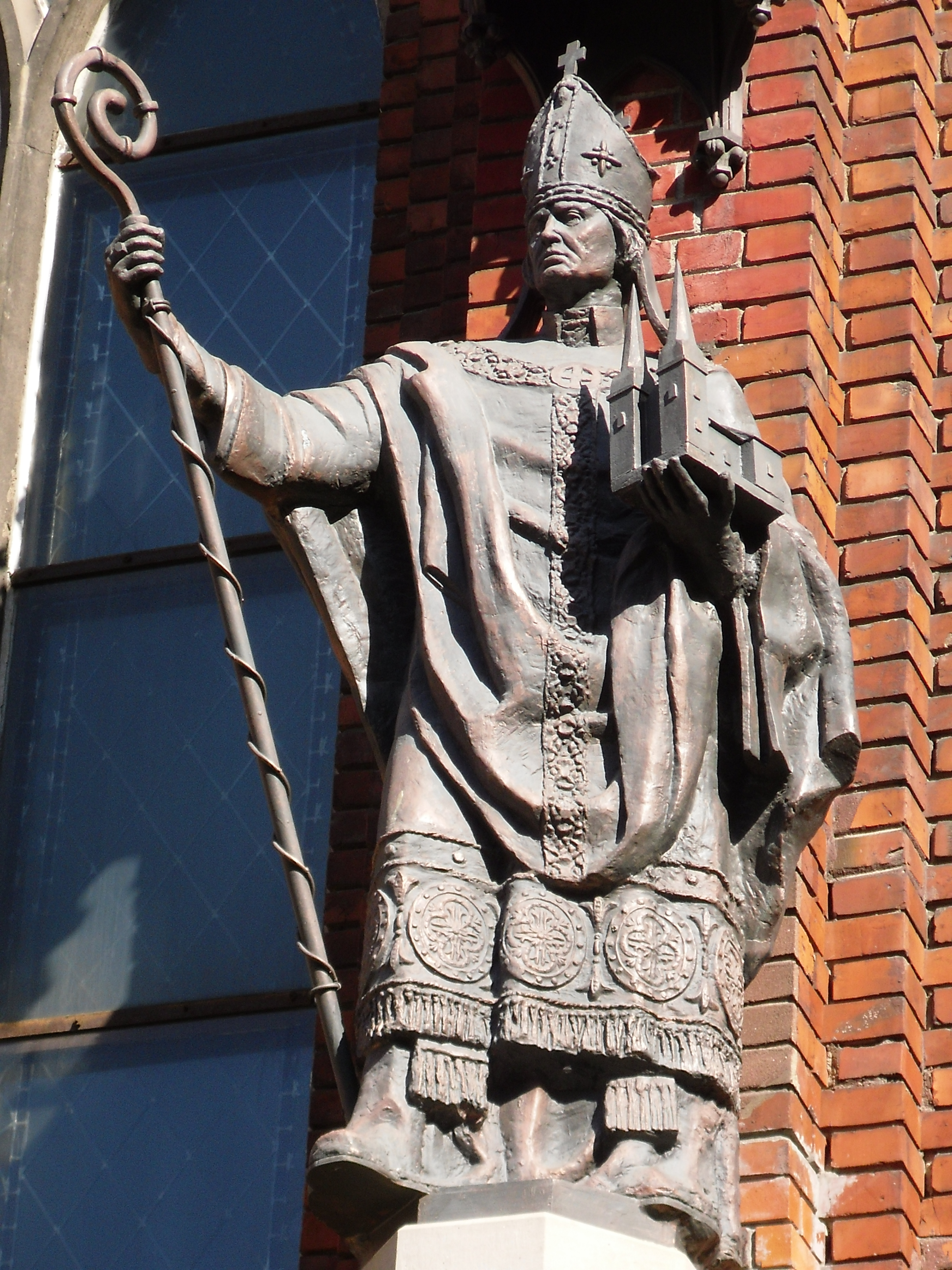
Albert von Buxthoeven

Albert von Buxthoeven war Domherr und Leiter der Domschule in Bremen, bis er 1199 von seinem Oheim Hartwig II., Erzbischof von Bremen, zum Bischof von Livland geweiht wurde.
Im April 1200 betrat er, von einem stattlichen Kreuzfahrerheere begleitet und gestützt durch eine von Papst Innozenz III. ausgestellte Kreuzzugsbulle, an der Düna Livlands Boden. Zwanzig Kilometer von dieser entfernt gründete er 1201 Riga und verlegte den Bischofssitz von Uexküll dorthin. Von diesem Zeitpunkt an hatte er den Titel des Bischofs von Riga inne.
Er gilt als Retter der damals schwer gefährdeten, jungen deutschen Kolonie am Ostseerande sowie als Begründer des livländischen Staatswesens.

#### Alberts Herkunft
Albert entstammt einer Bremer Ministerialenfamilie.  Erwiesen ist ferner, dass seine Mutter Aleidis dem angesehenen Geschlecht der Utlede, das im Bremischen saß, entstammte und zweimal verheiratet war, nämlich mit einem von Bekeshovede und einem von Appeldern. Die Reihenfolge der Eheschließungen sowie aus welcher der beiden Ehen Bischof Albert hervorging, ist nicht geklärt. Als möglich, wenngleich weniger wahrscheinlich, wird auch angesehen, dass die Bekeshovede und Appeldern gleichen Stammes sind. Diese Namen tragen zwei Dörfer, die etwa 50 km nördlich von Bremen dicht beieinander liegen. In der Zeit der damals erst beginnenden Festigung der Familiennamen haben sich oft Sprosse des gleichen Stammes, auch Brüder, verschieden nach Orten ihrer Stammesheimat benannt.

#### Alberts Brüder
Albert hatte eine Reihe von Brüdern, die ihm nach Livland folgten: Hermann, später Bischof von Dorpat, Rotmar, Propst in Dorpat, - diese werden nebst Albert vielfach der ersten Ehe zugerechnet. Ferner Engelbert, Propst zu Riga, und endlich die Laien Johannes und Theodoricus, die (Theodoricus 1203) dem Bruder nach Livland folgten; diese drei werden als der zweiten Ehe entsprossen angesehen. Von den genannten Brüdern Alberts wird nur ein einziger einmal mit seinem Beinamen bezeichnet, nämlich Johannes als „de Bikkeshovede“. Diese beiden sind mehrfach einander gleichgesetzt worden und in jener Zeit der erst beginnenden Festigung der Familiennamen ist wechselnde Namensführung auch vielfach vorgenommen. Astaf von Transehe-Roseneck hat die beiden aber als nicht identisch erwiesen.

#### Verbindung zwischen Albert und denen von der Ropp
Die Verbindung des Stamms Bischof Alberts mit dem Geschlecht der späteren von der Ropp ergibt sich aus einer Reihe erhaltener Urkunden, deren Zusammenhang sich mit Sicherheit folgern lässt.
Im Jahre 1211 schließen Bischof Albert und der Schwertbrüderorden einen Teilungsvertrag über die bisher in den baltischen Landen eroberten Gebiete. Unter den Zeugen werden aufgeführt: „… Rotmarus frater episcopi … Gerlagus de Dolen, Tydricus frater Alberti episcopi …“
Im Jahre 1213 sind u. a. Zeugen einer Urkunde des Bischofs Albert über einen Landestausch mit dem Orden: laici Daniel, Gherlagus, Conradus, Thidericus.
Im Jahre 1221 urkundert Bischof Albert am 30. Juli über die Erbauung einer Brücke über den See Rodenpois und als Zeugen werden neben Bolquin, Meister des Schwertbrüderordens, genannt: Daniel de Lennawart, Conradus de Ikeskola, Theodoricus de Raupena, Johannes de Dolen.
Im Juli 1259 ist in Thoreida (Treiden) Bischof Heinrich von Kurland Schiedsrichter in einem Streit zwischen Orden und Erzbischof über die Grenzen der Landschaft Tolowa. Er befragt den „dominus Hinricus plebanus de Papendorpe“ (in diesem wird der Chronist Heinrich von Lettland vermutet), der unter Eid aussagt, bei Festsetzung der Grenze (1213 oder 1224) habe der Gebietiger von Wenden Rudolph von Nu ihm, Heinrich, und dem „Dominus Theodoricus de Ropa“ gewisse Güter und Dörfer zugewiesen. Bei Schilderung des damaligen Grenzganges sagt er dann, Theodoricus habe dabei die Nutzung des halben Burtneeksees erhalten, dazu das anliegende Gebiet zwischen den Flüssen Liddez und Salis, so wie er es früher innehatte. Dieses Gebiet (es grenzt nördlich an das Gebiet, das dann den Namen Roop trug) sei ihm, Theodoricus, später vom Orden wieder abgenommen, schließlich aber wieder zurückgegeben worden.
Die angeführten Urkunden erweisen, dass Theodorich, Bruder Alberts, Theodoricus de Raupena und Theodroicus de Ropa eine und dieselbe Person sind. Die Folgerung liegt auch nahe, besonders für die Identität der beiden Letztgenannten. Sie urkunden immer in Gemeinschaft mit den gleichen Personen, wobei bemerkenswert ist, dass – ganz der damals beginnenden Führung von Familiennamen gemäß – alle Urkunder 1213 nur mit ihren Rufnamen, 1221 aber schon mit den, dem jungen Lehnsbesitz entnommenen Beinamen erscheinen.

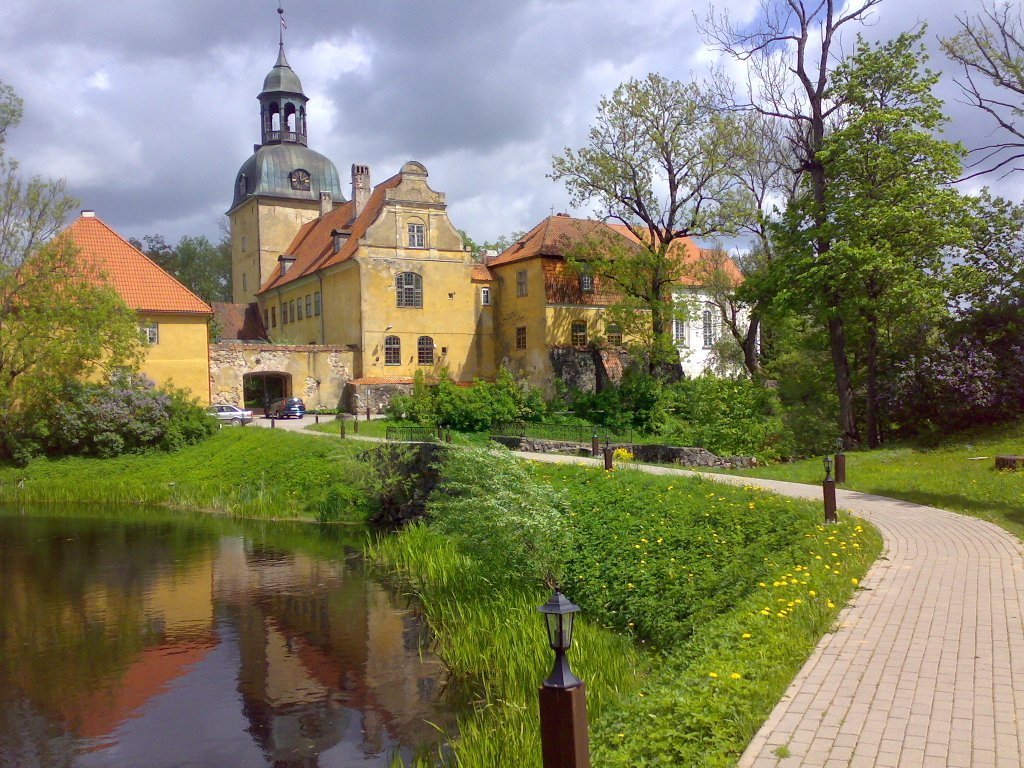
Schloss Groß-Roop in Straupe

Aber auch die Vermutung, Alberts Bruder Theodorich sei den beiden anderen dieses Namens gleichzusetzen, entbehrt nicht der Begründung. Der schon erwähnte Chronist Heinrich von Livland, nach der Urkunde von 1259 ein Gebietsnachbar und wohl ein guter Freund des Bruders Bischofs Albert, schildert in seiner Chronik mehrfach das weitere Wirken dieses Theodorichs. So berichtet er, dass dieser Bruder Alberts eine Tochter des Teilfürsten von Pleskau, Woldemar (Wladimir von Pleskau), zur Frau genommen habe, woraufhin dessen Untertanen ihn verjagten. Woldemar flüchtet nach Riga und wird 1213 Vogt von Idumea, da sein Schwiegersohn Theodorich, der bisherige Vogt, nach Deutschland reiste, von wo er 1215 wiederkam. Diese Landschaft ist aber das Gebiet, das auch den Namen Roop trägt und diesen Namen hat sich – so wird angenommen – Theodorich, der Bruder Bischofs Albert, als Beinamen zugelegt, der dann zum Geschlechtsnamen wurde. Der Name des Gebiets Roop ist vom Flusse Raupe, Rope (lett. Brasle), der es durchströmt, abzuleiten. Der lettische aus Raupa entstandene Name für die Schlösser Groß- und Klein-Roop ist Straupe.
Theodorich, Bischof Alberts Bruder, ist dann 1224 nach Odempä im Stift Dorpat übergesiedelt und hat von dort aus den ihm und seinem Bruder Hermann verliehenen großen Besitz verwaltet. Wahrscheinlich hat er damals schon auf Roop verzichtet, das dann in den Besitz der Familie Rosen gelangte. Die Umstände und Gründe der frühen Aufgabe des ersten großen Lehnbesitzes sind nicht überliefert und die Quellen berichten auch nichts über unmittelbare Nachkommen Theodorichs und seines Bruders Johannes. Sicher ist aber, dass alle später urkundlich hervortretenden Ropp und die heute noch blühenden Stämme des Geschlechts von Theodorich bzw. Johannes, den Brüdern Bischof Alberts, und durch sie von dem erwähnten Geschlecht im Bremischen herkommen.

##### Wappengemeinschaft mit den Buxhoevedes

Wappen derer von Buxhoeveden
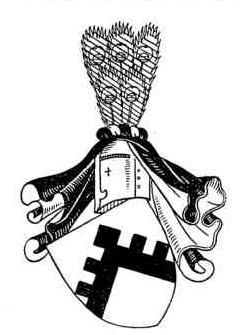
Wappen derer von der Ropp

Neben allen schon aufgeführten Gründen zeugt dafür die Wappengemeinschaft mit den Buxhoevedes, die – wie gezeigt – dem gleichen Stamm im Bremischen entsprossen sind. Führen doch beide Geschlechter in Silber den gleichen Sparren, nur die Buxhoeveden rot statt schwarz und als Helmzier statt des Pfauenstoßes den wiederholten Sparren, an dem zwei silberne Füchse gegeneinander gekehrt hinauflaufen. Darf auch Stammesgleichheit allein aus Wappengleichheit nicht gefolgert werden, so ergibt sie hier doch im Verein mit den übrigen dargelegten starken Gründen einen vollgültigen Beweis für die geschilderte Abkunft der von der Ropp.

### Frühe urkundliche Erwähnung
Als nächster, urkundlich bezeugter Namensträger nach Theodoricus erscheint dann erst 1291 der „dominus Johannes der Ropa“. Er ist im Erzstift Riga, hat aber Lehnsbesitz wohl im Stift Dorpat gehabt, wohin sich (s. oben) schon Theodoricus gewandt hatte und das seitdem Sitz fast aller später in Livland verkommenden Ropp gewesen ist, wenn auch die Quellen über ihren Besitz nur wenig aussagen. Von nun an mehrt sich in natürlicher Folge der wachsenden Zahl der Urkunden und ihrer Erhaltung die Zahl der bekanntgewordenen Namensträger des Geschlechts.
Im September 1329 wird mit anderen der Ritter Nikolaus der Ropa von den Litauern bei ihrem Einfall in Livland bei Tarwast erschlagen. Er war offenbar Dörptscher Basall. Herr Wrederic van der Rope ist am 6. Januar 1366 Zeuge beim Verkauf von Kuikatz im Stift Dorpat. Derselbe erscheint am 30. Juni 1374 in Dorpat. Am 10. August 1388 zu Wenden verpfändet Hermann Arkule sein gleichnamiges Schloss dem Deutschen Orden; unter den Zeugen erscheinen: „Frederik van der Rope, Ritter, und Diderick van der Rope, Knappe“. Ritter Frederik war sicher Dörptscher Basall. Beide urkunden auch noch vom 19. Februar 1392. Erwähnt werden ferner am 14. Februar 1419 im Dörptschen Frederik, „provest (de Rope)“, der 1391 bis 1419 als Propst von Dorpat nachweisbar ist, und die Herren Diderick und Nikolaus de Ropa, Basallen. Am 25. Juni 1442 bestätigt Kaiser Friedrich dem Frederik de Rope, Sohn des Niklas, das Recht, seine gegenwärtigen und zukünftigen Güter zu vererben und dem Bischof nur Heeresfolge zu leisten, wenn der Krieg mit seinem Rat und Willen begonnen würde. Frederik stand damals in offener Auflehnung gegen seinen Lehnsherrn, den Bischof von Dorpat. Sicherlich sind schon den obengenannten, als Brüder vermuteten Diderick und Nikolaus von der Rope vom Jahre 1419 im Dörptschen Lehen zuteilgeworden und für Friedrich vom Jahre 1422 ist Lehnsbesitz ausdrücklich bezeugt. Über die Namen jener Lehngüter fehlt aber Kunde und auch späterer Besitz ist selten mit Namen aufgeführt. So 1483, wo die Dörfer Grote Anckar und Kleine Anckar (das spätere Anackar) wegen Ablebens von Hans von de Rope an den Bischof von Dorpat zurückgefallen; 1507, wo Diderick von der Rope, Clawes Sohn, seinen Anteil am väterlichen Hofe Woidema dem Johann von Werne überlässt; 1508, wo Diderick von der Rope, Nikolaus’ Sohn, als auf Munnenberg (jetzt Kniepelshof) sitzend, urkundlich erscheint.

### Livland

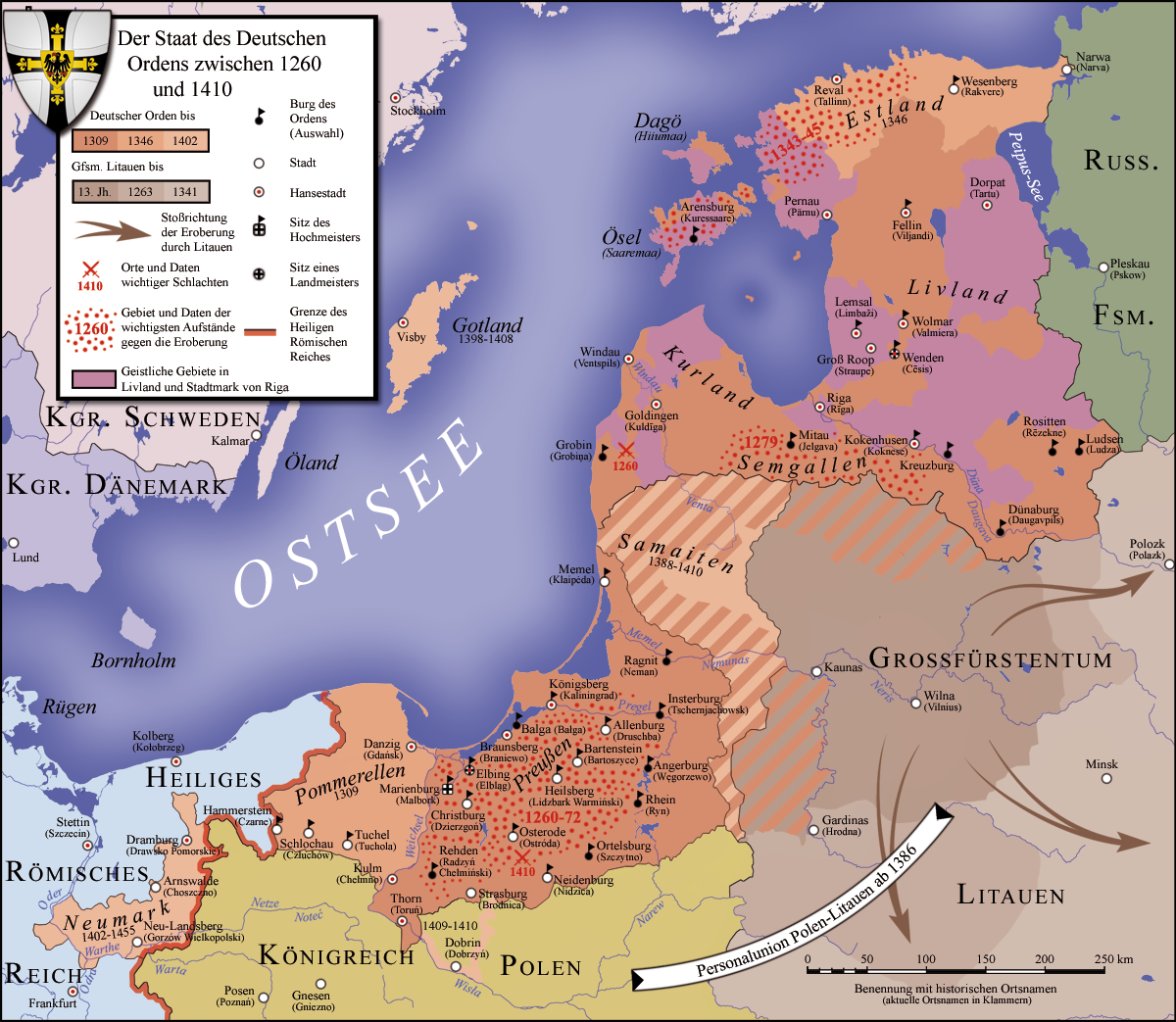
Der Deutschordensstaat und das Baltikum Anfang des 15. Jahrhunderts

Wie groß der Lehnsbesitz des Geschlechts im Dörptschen gewesen ist, lässt sich nicht feststellen. Astaf von Transehe-Roseneck nimmt an, dass er zeitweilig bedeutend gewesen sein muss. Im 16. Jahrhundert sinkt er rasch hinab, hat sich anscheinend auch durch Johannes de Ropa, 1499 bis 1505 Bischof von Dorpat, nicht gemehrt, obwohl meist Lehnsherren ihre Geschlechtsgenossen reichlich mit Lehngabe zu bedenken pflegten. Das Ausbleiben dieser Förderung mag mit dem schweren Russeneinfall vom Jahre 1501 zusammenhängen und überhaupt mögen die vielleicht gehegten Hoffnungen der von der Ropp, die sich vom Erzstift ins Dörptsche wandten, dort zu größeren Lehen zu gelangen, zunächst schon durch den anschwellenden Russenansturm, dann auch durch die Kürze der Regierungsdauer ihres Geschlechtsgenossen zerschlagen worden sein.
Bald nachher setzt aber sichtlicher Niedergang des Geschlechts ein. Nur einmal noch lesen wir von Erwerb eines Besitzes, als 1547 der Vogt von Wesenberg bezeugt, dass Wolmar von Wessel dem Reinhold von der Rope den Hof zu Rachel in Wierland verkauft habe. Sonst nur Verkäufe, Verpfändungen. Um 1507 geht Woidema aus dem Besitz des Geschlechts, 1533 Konell in Wierland, um 1540 Munnenberg (jetzt Kniepelshof) und mit der Verpfändung von Moisoma im Gebiet Lais des Stiftes Dorpat durch Othmar von der Rope im Jahre 1557 ist der Landverlust im alten Livland vollendet. Die allgemeine wirtschaftliche Lage des Landes, die damals infolge der vorangegangenen langen Friedenszeit eine Hochblüte erlebte, kann daran nicht Schuld getragen haben. Vielleicht hat das in einigen Fällen festzustellende Fehlen männlicher Nachkommenschaft mitgewirkt, vielleicht reichten auch die inneren Kräfte der damaligen Vertreter des Geschlechts nicht aus, sich in den wachsenden politischen Wirren der Zeit – Einzug der Reformation, Koadjutorfehde, steigende Uneinigkeit im Lande – zurechtzufinden und zu behaupten. All dies bleibt mangels Quellen im Dunkel.

#### Verbleib des livländischen Stamms
Die Zahl der in der Zeit von 1203 bis Mitte des 15. Jahrhunderts im alten Livland bisher bekanntgewordenen, männlichen Angehörigen des Geschlechts beträgt etwa 30 bis 40. Weitere Forschungen vermehrten vielleicht noch diese Ziffer um einiges. Eine durchlaufende Stammreihe lässt sich aus dieser Gruppe nicht bilden. Nur in einer mäßigen Zahl von Fällen sind zwei Generationsfolgen (Vater und Sohn) sicher festzustellen, in einigen drei als wahrscheinlich anzunehmen. So beim schon erwähnten Othmar von der Ropp, der 1557 Moisema aus der Hand des Geschlechts lassen musste, dessen Vater wohl Heinrich, Johannes Sohn auf Ledia (auch Ropenhof genannt) im Stift Dorpat war, ein Besitz der nebst Moisema vermutlich längere Zeit in Händen derer von der Ropp gewesen ist. Mit dem anscheinend letzten Landeigner im alten Livland, Othmar von der Ropp, erlosch aber auch dort das Geschlecht in hochtragischer Weise, die das furchtbare Walten der damaligen Geschicke in grellster Beleuchtung zeigt. Othmar, nicht nur landlos geworden, sondern auch führerlos inmitten der vielen Herren und Mächte, die sich um das zerfallende Livland stritten, schloss sich den sogenannten „Hofleuten“ an, gleich ihm um Haus und Hof gekommen, ehemaligen Basallen, die – gewiss unter Zuzug manch abenteuernder Gesellen – unter Führung von Caspar von Altenbockum zu einer Kampfschar zusammentraten. Deren Ziele und Verbündete bleiben indes unbekannt. Große, letzte Ziele hatte sich die Gruppe wahrscheinlich gar nicht geformt, er hat auch die Partei, für die er focht, bisweilen gewechselt. Vermutet wird, dass das von den Vorfahren eroberte und jahrhundertelang gehaltene Land zurückgewonnen werden sollte.
Auf einem solchen Kriegszuge im Herbst 1565 gegen das schwedisch gewordene Reval erlagen sechs Hofleute in ihrem Lager einem Überfall der Schweden. Die Gefangenen, „edel und unedel“, wurden nach Reval gebracht und die von ihnen, die früher gelobt hatten, nicht gegen den König von Schweden zu kämpfen, wurden hingerichtet. Auch Othmars Haupt fiel unter dem Schwerte. Schloss derart das Kapital der Geschichte des Geschlechts in Livland in erschütternder Weise, so hatte schon 50 Jahre vorher ein neues Kapital angehoben, nun in Kurland.

### Kurland

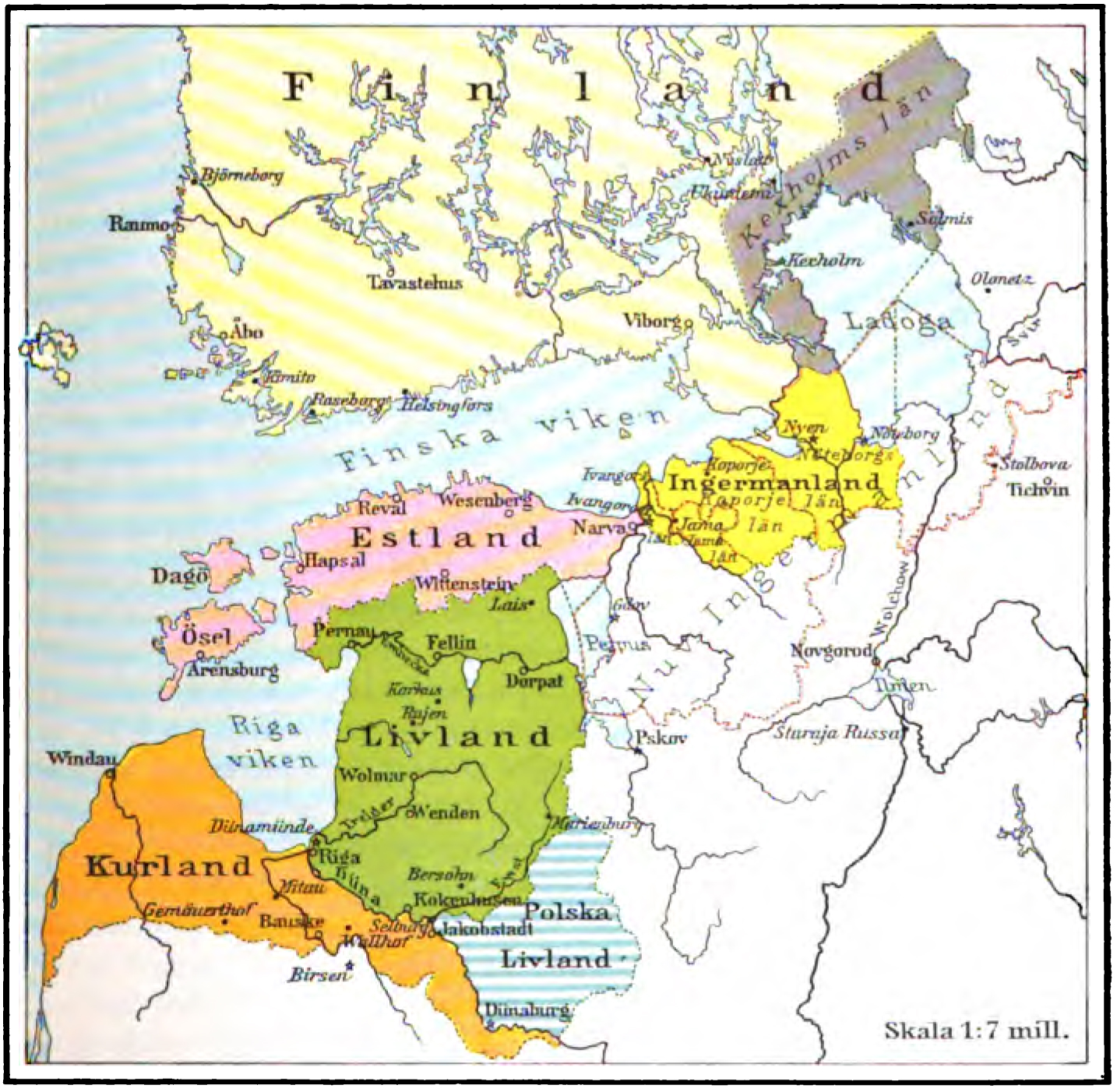
Das Baltikum während des 17. Jahrhunderts

Der D. M. Wolter von Plettenberg belehnt im Mai 1516 den Wessel von der Ropp „mit dem Lande und dem Hoffe tho der Memel“. Die Grenzbeschreibung in der Urkunde lässt, wie immer, trotz ihrer Ausführlichkeit eine genaue Feststellung des verlehnten Gebietes nicht zu. Orts- und Namensbezeichnungen haben im Laufe der Jahrhunderte zu oft gewechselt. Jedenfalls ist von einem ansehnlichen Gebiet auszugehen. Westwärts über die Memel ins Litauische hinübergreifend, ostwärts der Memel die sich alsbald mit den heutigen Namen herausbildenden Güter Memelhof und – nach den gleichnamigen Flüssen benannt – Sussen und Salwen (später in Groß- und Klein-Sussen bzw. Groß- und Klein-Salwen aufgeteilt) umfassend.
Gewisse Beziehungen zu diesem Gebiet besaßen die von der Ropp schon früher. Johann von Werne und seine Gattin von der Ropp treten „am anderen Sonntag nach Fasten“ 1513 dem Johann Stichhorst ein Stück Landes an der Memel mit Ackern und Wiesen unentgeltlich ab. Hierbei handelt es sich vermutlich um Johann von Werne, der (s. oben) 1507 von Diderick von der Rope, Clawes Sohn, dessen Anteil am väterlichen Hofe Woidema erwirbt; als seine Frau ist Gertrud von der Rope festgestellt († nach 1540) die vom Manne Woidema erbt. Es darf wohl vermutet werden, dass Wessel zu Gertrud Werne und ihrem Bruder und Vater in näherer Verwandtschaft stand, doch reichen die bisherigen Forschungsergebnisse über eine Vermutung noch nicht hinaus.
Wessels großer Lehnsbesitz wird sodann ungeteilt auf dessen Sohn Christoph übertragen, dessen Söhne teilen ihn sodann aber. Memelhof, Sussen, Salwen werden zu Gütern verschiedener Linien. In diesen ist der Besitz mehrere Jahrhunderte festgehalten worden, aber dennoch nicht dauerhaft. Groß-Sussen scheint als erstes Gut aus der Familie gekommen zu sein. Christoph, Urenkel Wessels, besitzt es noch, sein gleichnamiger Sohn († i. 1702 und 1705) hat neben Klein-Salwen nur noch Klein-Sussen in Besitz. Dessen Sohn Ottomar Wilhelm verkauft dann 1735 beide Güter an Ernst Johann Grafen von Biron, späteren Herzog von Kurland. Groß-Salwen ist schon früher von denen von der Ropp abgekommen. Wohl nach dem Tode Christoph († vor 1670, s. Stammf. II, IV.), der es noch besaß; am 15. September 1697 ist es in Besitz derer von Puttkammer.
Memelhof blieb am längsten im Geschlecht, aber am 13. März 1760 verkaufte es Ferdinand Alexander von der Ropp (s. Stammf. III, VII. 3.) an Otto Johann von Bistram und damit war der Besitz derer von der Ropp in Kurland zunächst zu Ende.

### Litauen
Ohne Landbesitz blieben sie aber nicht, sie zogen nur nach Litauen. Dort hatten sie schon zu Beginn des 18. Jahrhunderts Güter zu erwerben begonnen, auch als sie noch in Kurland saßen. Nun dehnten sie ihren litauischen Besitz unter vielfachem Wechsel der Güter immer mehr aus, bis er gegen Ende des 18. Jahrhunderts, zu Zeiten Theodors von der Ropp (s. Stammf. VI, V. 3.) einen Höhepunkt erreichte. Gerade dieser war es aber auch, der dem Geschlecht wieder eine Statt in Kurland schuf. Er erwarb zu seinen litauischen Gütern in Kurland Autzenbach, Planen, Sernaten und Birten. Später kamen noch Neu-Autz, Pormsahten, Paplacken und Fischröden hinzu, so dass zur Zeit des Baltenputsches am 16. April 1919 das Geschlecht in Kurland wieder festen Stand hatte, wenn auch der Besitz in Litauen weiter überwog.
Trotz seines zeitweiligen Fernseins vom Kurland ist das Geschlecht weder dem Lande noch seinem Deutschtum entfremdet worden. Das Band der Zugehörigkeit zum kurländischen Stammadel erwies sich als stark genug, um auch die Zugehörigkeit zum Lande nicht vergessen zu lassen. Dem Deutschtum erhielten sich die Ropps in Litauen aber (mit Ausnahme einiger nach Russland Abgewanderter) durch ihre Ehen; holte sie sich doch ihre Frauen fast ausnahmslos aus den zahlreichen Familien des deutschen kurländischen Stammadels, die damals ringsumher in Litauen Land besaßen und walteten. In so großem Umfang, dass ein breiter Streifen Nordlitauens zeitweilig in Bezug auf den Güterbesitz geradezu ein deutsches Gesicht trug.
Die langdauernde und ausgedehnte Landsässigkeit in Litauen hat es verursacht, dass die von der Ropp im kurländischen Landesdienst wenig vertreten gewesen sind. Nur zwei Kreismarschälle, einen Direktor des kurländischen Kredit-Vereins und einen Sekretär der kurländischen Ritterschaft hat das Geschlecht gestellt.

### Ununterbrochene Stammreihe
Die ununterbrochene Stammreihe der Familie Ropp beginnt mit Friedrich, Obersten der dörpotischen Adelsfahne; er lebte 1445 und war mit Maya geb. von Plettenberg vermählt; deren Sohn Hans auf Ayakar hatte Else geb. von Loë zur Gemahlin; sein Sohn Wessel von der Ropp war mit Fräulein von der Borch vermählt; dessen Sohn Christopher hatte Gertrud, Tochter des Ritters Heinrich von Hochberg zur Gemahlin. Aus dieser Ehe entspross Wessel v.d.R., der 1506 mit Salwen, Sussey und Memmelhoff belehnt wurde und mit Clara von Blomberg a.d.H. Seeksahten und Puhnen vermählt war. Der Sprössling dieser Ehe: Christopher war vermählt I) mit Elisabeth, Tochter des Johann von Foelkersahm, Erbherrn auf Kalkuhnen und der Margaretha geb. von Blome a.d.H. Smilten in Livland, und II) mit Sophia, geb. von der Wenge genannt Lambsdorff. Er teilte 1599 seine Besitzungen. Sein ältester Sohn Christopher erhielt die Salwen- und Sussey’schen Güter und der zweite Sohn Ottomar den Memelhoff.

#### I. Linie zu Zeydickau
Christopher setzte den Stamm mit Agnesa, Tochter des Georg von Hahn, Erbherrn auf Memelhoff und der Anna Sophia geb. von Grotthuss, wie nachstehend, fort. Sein Sohn Johann, Erbherr auf Eckhoff, war mit Dorothea Elisabeth geb. von Hohenastberg vermählt und hatte zwei Söhne: Wilhelm und Christoph Friedrich. Der erstere war mit Katharina Agathe geb. von Weiss vermählt, seine Descendenz erlosch aber mit seinem Urenkel zu Ende des 18. Jahrhunderts. Der andere: Christoph Friedrich, kursächsischer Oberst, Erbherr auf Kombol und Antonosz in Samogitien (welche Besitzungen er 1675 an Gotthard Plater und dessen Gemahlin Hedwig Elisabeth geb. von Tiesenhausen verkaufte), und auf Klein-Salwen und Klein-Sussey in Kurland, war vermählt I) mit Katharina geb. von der Brüggen a.d.H. Stenden, und II) mit Ursula, Tochter des Christopher von Rappe, Erbherrn auf Satticken. Mit dessen Urenkeln, den Söhnen Christopher Adams, Starosten zu Zeydikau (geb. 1718  † 1787): Johann Friedrich Adam (geb. 1777), Starosten auf Zeydikau, Erbherrn auf Berghof und Appussen in Kurland (1806–1819), Paplacken, Weiss- und Gernauert-Pomusz, Lukiany, Schwittenhof, Pomowzow und Szwokotau in Samogitien und Diedrich Wilhelm, Herrn auf Bixten, Feldhof, Antzenbach, Grenzhof, Planen, Dsirren und Seraten in Kurland und Borklony, Pokroy, Poniewusz und Szadow in Samogitien, teilte sich die Linie zu Zeydikau in den älteren und jüngeren Ast, die beide noch in zahlreichen Mitgliedern blühen.

#### II. Linie zu Grünwald
Stifter war obengenannter Ottomar, Christophs Bruder, vermählt mit Catharina von Gahlen geb. Halswig. Sein Sohn: Christopher (uxor: Elisabeth Freiin von Hahn) hinterließ zwei Söhne, von denen Christopher, 1670 auf Salwen, Gahlenhof und Serpany, der Stifter des noch bis ins 20. Jahrhundert auf Roth-Pomusz in Samogitien und auch mit Lawennenhof, Kimehnen, Bassen und Friedrichshof begüterteten blühenden Zweiges ist, wogegen Ottomar (geb. 1630 † 1691) den auf Jodoliszek, Grünwald, Smolwen, Kyrup, Warkau, Opekiszek, Federuszek angesessenen Zweig gründete. Beide Zweige waren ebenfalls sehr zahlreich an Familienmitgliedern und lebten teilweise im Inneren Russlands.

### Adelserhebungen
Die Berechtigung zur Führung des Freiherrentitels erfolgte aufgrund Immatrikulation bei der Kurländischen Ritterschaft laut Ritterbanksabschied vom 17. Oktober 1620, in Person des Herrn Christopher Roep sub Klasse I Nr. 36. Preussische Anerkennung folgte 1786. Nach kaiserlich-russischer Zuerkennung durch Senatsukase vom 21. September 1853 und 3. April 1862 (für das Gesamtgeschlecht) wurde das Geschlecht zur Führung des Barontitels ermächtigt.

### Konfessionszugehörigkeit
Die Familie ist teils evangelischen, teils katholischen und teils, in ihrer russischen Linie, orthodoxen Glaubens.

### 20. Jahrhundert
Abwanderung in den Gründerjahren, revolutionsbedingte Flucht (1905/06 und 1917) sowie die Umsiedelung 1939/40 ließen die Familie das Baltikum verlassen. Sie lebt heute größtenteils in Deutschland, im Übrigen auf der ganzen Welt verstreut. In die USA emigrierte Familienangehörige tragen dort teilweise den französisierten Namen de Ropp.

## Organisation
Die Mitglieder der Familie sind in dem 1887, unter einem etwas anderen Namen, erstmals und 1953 wiederbegründeten Familienverband der Barone und Freiherren von der Ropp e. V. organisiert. Er hat derzeit ca. 100 Mitglieder, d.s. Namensträger und ausgeheiratete Cousinen. Sie alle treffen sich im Abstand von zwei Jahren auf Schloss Höhnscheid, das seit über 30 Jahren den drei baltischen Ritterschaften als zentrale Tagungsstätte dient.

## Wappen

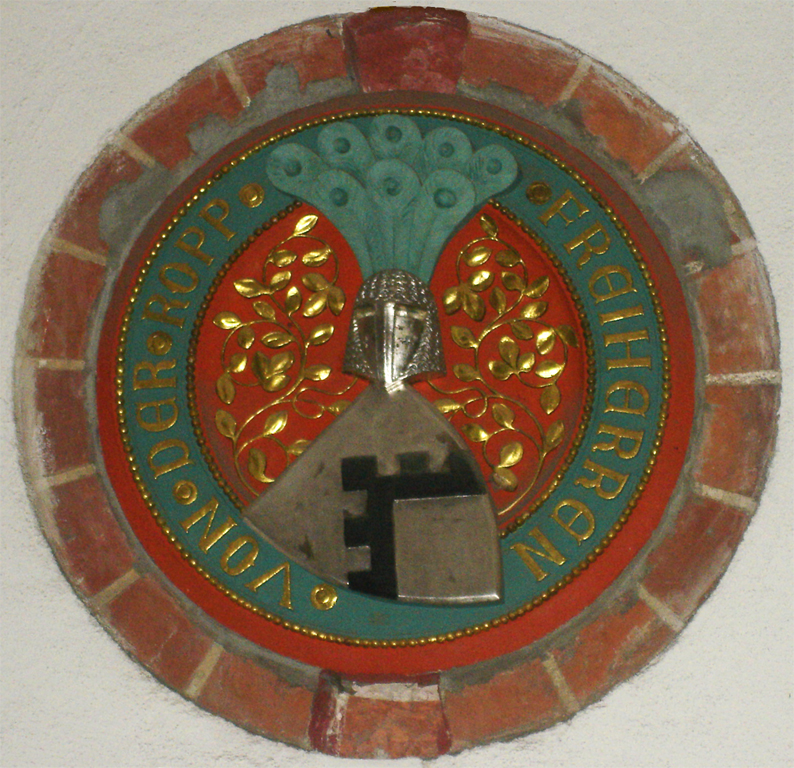
Wappen im Nordportal des Rigaer Doms

### Blasonierung
Ein fünfmal gezinnter schwarzer Sparren auf silbernem Grund bildet den Schild, auf dem ein Kübelhelm mit schwarz-silbernen Decken ruht. Besteckt ist er mit einem natürlichen Pfauenstoß von fünf Federn; alias (nach einer Ahnentafel) ein offener silbern-schwarzer Flug.

Ein Wappen von 1834 (s. unten) zeigt einen goldenen Schild, darin ein erniedrigter, an der Spitze mit einem Busch von fünf blauen Straußfeder besetzter roter Sparren. Darauf ein gekrönter Helm mit drei blauen Straußfedern und blau-goldenen Decken. Da die Siegel von 1533 und 1542 (s. unten) keine Straußfedern auf dem Sparren zeigen, wird angenommen, dass diese wahrscheinlich aus einem schlecht gestochenen Siegel, das in fünf Straußfedern umgewandelt wurde, stammen.

Das Wappenbild und Helmkleid hat überhaupt im Laufe der Jahrhunderte sehr gewechselt, wie die Abbildungen zeigen.

Wappen ca. 13.–14. Jh.
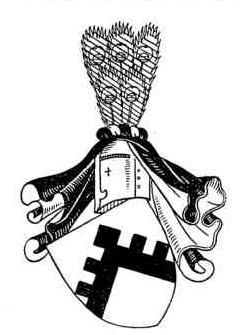
Wappen undatiert
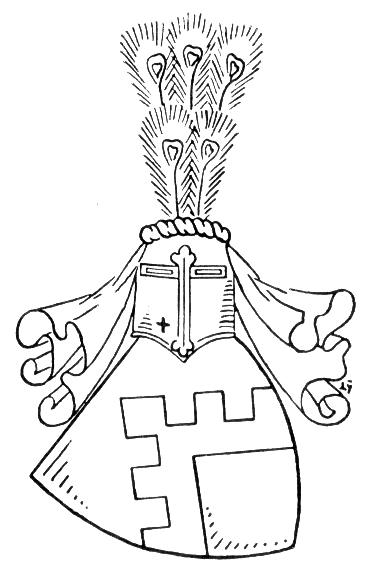
Wappen undatiert
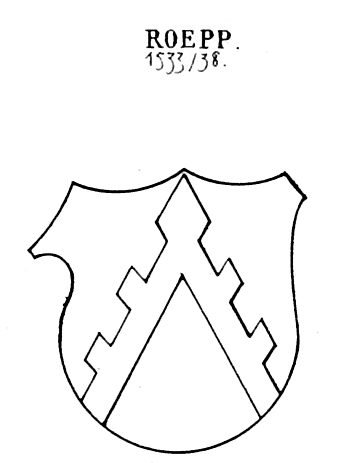
Siegel des Johann van der Roepp 1533
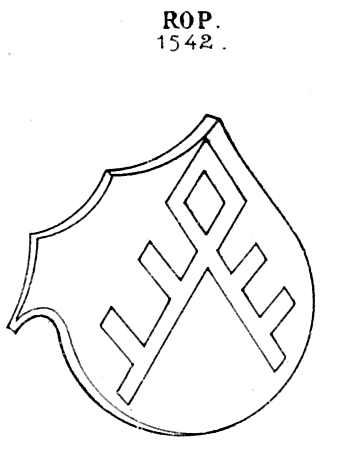
Siegel des Hinrik van der Rop, zu Ledes, Sohn Johanns 1542
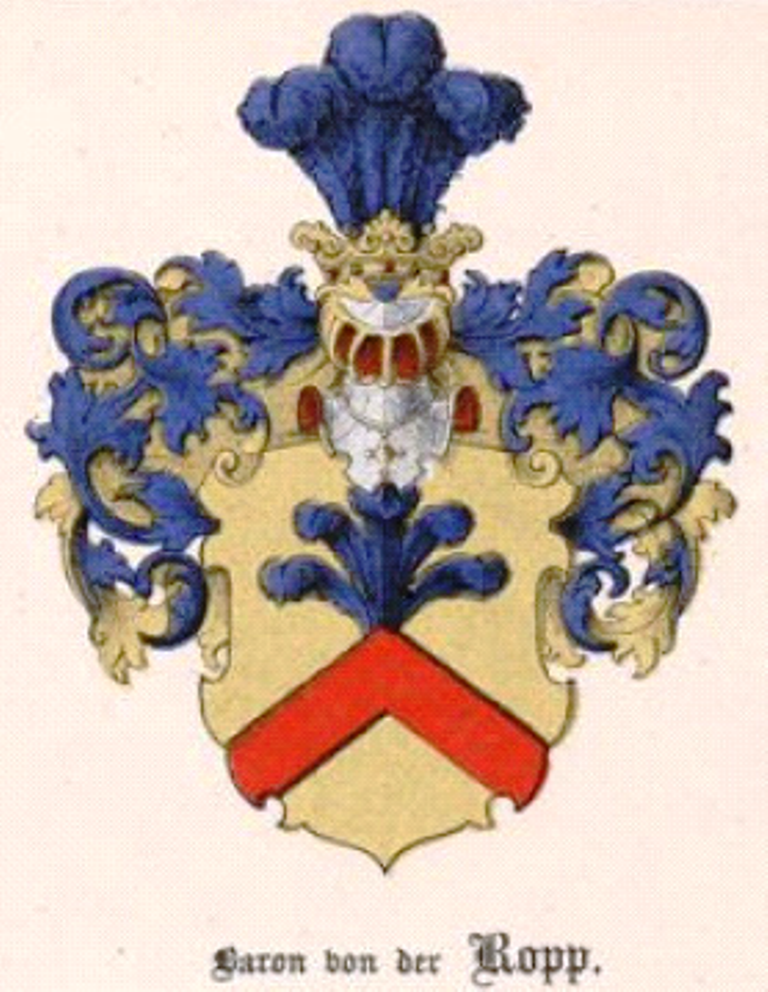
Wappen von 1834
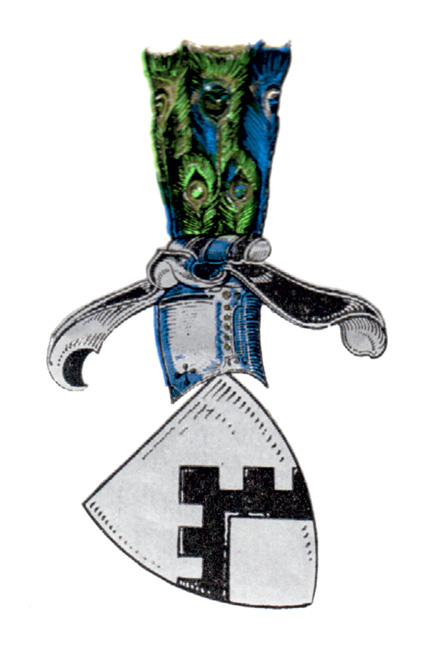
Wappen 20. Jh.

### Trivia
Das Wappen befindet sich, in der Form eines steinernen Reliefs, in der östlichen Seitenwand des Nordportals, dem historischen Eingang des Doms zu Riga.
Anlässlich der 800-Jahr-Feier Rigas wurde es 2001 mit Mitteln des Familienverbandes der Barone und Freiherren von der Ropp e. V. restauriert. Ebenso findet sich das Familienwappen in der Kathedrale St. Josef zu Libau (Lettland).

## Besitzungen
Bis ins 20. Jahrhundert besaßen die Freiherren von der Ropp in Kurland:
- Meihof
- Bixten
- Dehsseln
- Backhussen
- Neu-Autz

## Bedeutende Namensträger

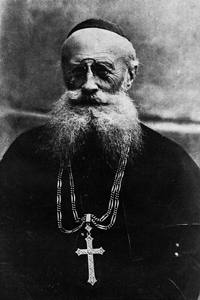
Eduard Baron von der Ropp

An bemerkenswerten Persönlichkeiten außerhalb des Landes sind Goswin Baron von der Ropp, Professor der Geschichte in Gießen, dann in Marburg, † 1919 (s. Stammfolge F. VII. 5.), und Eduard Baron von der Ropp, röm.-kath. Erzbischof von Mohilew, † 1939 (s. Stammfolge E. VI. 3.) zu nennen. Auf dem Kunstgebiet hat sich seinerzeit die Roppsche Gemäldesammlung in Schadow einen Namen gemacht, in der eine stattliche Anzahl von Gemälden aus deutschen, flämischen, niederländischen, italienischen Schulen des 15. bis 18. Jahrhunderts zusammengebracht war. Die Sammlung ging teilweise auf dem Wege einer Versteigerung in Köln im Jahre 1890 aus dem Besitz des Geschlechts. - Dem höheren Militärdienst hat sich das Geschlecht in einigem Umfange gewidmet.
In früherer Zeit sind, damaliger häufiger Übung folgend, mehrere Ropps vorübergehend Offiziere in verschiedenen ausländischen Heeren gewesen, später hat eine Anzahl unter den russischen Fahnen Heeresdienst getan, haben drei den Rang als russische Generalmajore, einer als Generalleutnant, einer als General der Kavallerie erlangt.
- Christoph von der Ropp († 1728/1729), russischer Generalleutnant und Gouverneur von Smolensk
- Emil von der Ropp (1805–1857), kurländischer Landespolitiker, Oberhauptmann in Goldingen[4]
- Nikolaus (Nikolai Wassiljewitsch) Baron von der Ropp (1848–1916), russischer General der Kavallerie[5]
- Wilhelm von der Ropp (1849–1904), russischer Generalmajor und Chef des Amu-Darja Distrikts[6]
- Goswin Baron von der Ropp (1850–1919), deutscher Historiker
- Max Baron von der Ropp (1850–1919), kurländischer Landespolitiker und russischer Staatsrat[7]
- Eduard Baron von der Ropp (1851–1939), Erzbischof von Mogiljow, römisch-katholischer Metropolit von Russland
- Alfred de Ropp (1858–1941), Bergingenieur[7]
- Eugen von der Ropp (1867–1917), russischer Generalmajor und Chef der transkaukasischen Eisenbahn-Brigade[8]
- Anatol von der Ropp (1873–1919), Erster Schriftführer der russischen Reichsduma[9]
- Friedrich Baron von der Ropp (1879–1964), Bergingenieur und Schriftsteller[10][7]
- Manfred Baron von der Ropp (1895–1984), Dichter und Übersetzer[7]
- Christoph Baron von der Ropp (1904–1990),  Journalist, Schriftsteller und Verleger, Vorsitzender der Gesellschaft für pommersche Geschichte, Altertumskunde und Kunst
- Robert Sylvester de Ropp (1913–1987), Biochemiker und Schriftsteller[7]